# Will Beall
Will Beall é um roteirista americano e ex-detetive do Departamento de Polícia de Los Angeles.

## Carreira
Beall lançou sua carreira de roteirista em 2006 com a publicação de seu aclamado primeiro livro LA REX, depois de trabalhar por 10 anos como detetive de homicídios e investigador de gangues com o Departamento de Polícia de Los Angeles. Beall adaptou o livro para o produtor vencedor do Óscar, Scott Rudin, e o roteiro ficou no topo da pesquisa anual de Hollywood dos roteiros favoritos da indústria. Beall escreveu o filme Gangster Squad, que foi lançado em 2013, dirigido por Ruben Fleischer e estrelado por Sean Penn, Ryan Gosling e Josh Brolin. O filme foi baseado no livro do ex-escritor e editor Paul Lieberman, Gangster Squad, do Los Angeles Times, um relato de não-ficção do que ele chama de "a batalha por Los Angeles" que aconteceu entre a polícia e a equipe de Mickey Cohen em meados da década de 1940
Em junho de 2012, Beall foi contratado para escrever o roteiro de um filme da Liga da Justiça, porém seu roteiro foi posteriormente descartado pela Warner Bros.. Em julho de 2016, foi revelado que o estúdio contratou Beall para escrever Aquaman com um argumento de Geoff Johns e do diretor James Wan.
Beall também foi contratado pela Warner Bros. para escrever o roteiro de um reboot da franquia Lethal Weapon. Ele também está escrevendo o roteiro de The Legend of Conan, a sequência de Conan the Barbarian.

## Filmografia
Como roteirista

### Cinema
- Gangster Squad (2013)
- Aquaman (2018)
- The Legend of Conan (TBA)
- The Creature from the Black Lagoon (TBA)

### Televisão
- Castle (2009-2011)
- Training Day (2016)